# گروه بلو برد

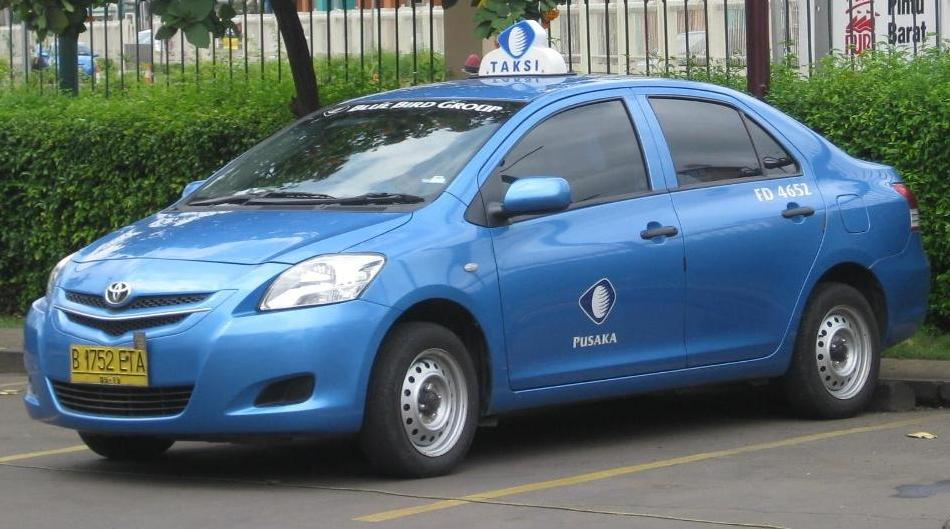
تصویر گروه بلو برد

گروه بلو برد (انگلیسی: Blue Bird Group) شرکت ترابری اندونزیایی است، که در سال ۱۹۷۲ تأسیس شد.